# Jacqueline Oble
Anne Jacqueline Lohouès Oble est une femme politique ivoirienne. En décembre 2010, elle était la porte-parole de l'ancien président Laurent Gbagbo. Du 5 décembre 2010 au 11 avril 2011, elle est ministre de l'éducation nationale dans le gouvernement Aké N'Gbo qui n'a pas été reconnu par la communauté internationale. En 2017, elle est nommée conseillère au Conseil constitutionnel de Côte d'Ivoire.

## Biographie

### Éducation
Après l'obtention d'un baccalauréat série littéraire (BAC A) au collège des filles à Bouaké, Jacqueline entre à la faculté de droit de l'Université nationale de Côte d'Ivoire en 1971. Elle obtient une licence en droit carrière judiciaire après quatre ans, en 1975.
Elle rejoint ensuite la France, pour poursuivre ses études. Elle obtient un diplôme d'études approfondies (DEA) en droit privé en 1977 à l'Université Paris II. De retour en Côte d'Ivoire, elle est nommée assistante à la faculté de droit. Elle reviendra en France pour passer sa thèse intitulée: «Le droit des successions en Côte d'Ivoire: Tradition et modernisme». Elle l'obtient avec la mention très honorable à l'Université Jean-Moulin-Lyon-III en 1982. En novembre 1983, Jacqueline participe au premier concours de droit, de sciences économiques et de gestion du Conseil africain et malgache pour l'enseignement supérieur (CAMES) à Abidjan,, en Côte d'Ivoire. 12 candidats sont jugés admissibles 29. Jacqueline Oble en fait partie et par la suite figure parmi les 7 finalistes. Elle devient ainsi la première femme agrégée en droit privé de l'Afrique.

### Carrière universitaire
Après son agrégation, elle enseigne à la faculté de droit d'Abidjan en tant que maître de conférences. Elle est le premier professeur juriste de l'Afrique subsaharienne. Trois années plus tard, elle est élue Doyenne de la faculté de droit d'Abidjan (1986-1989). Elle devient professeur titulaire en droit, et responsable des études du troisième cycle. Elle est ainsi le premier professeur titulaire en Droit.
En outre, elle a été professeur section magistrature de l'École nationale d'administration (ENA) Abidjan pour les rentrées 2002-2003, et 2003-2004.
Jacqueline Oble est cofondatrice et présidente des Facultés Universitaires Privées d'Abidjan (FUPA),. Elle est aussi une experte consultante, responsable du Cabinet de Consultation et d’Études Juridiques (CCEJ) Abidjan, arbitre. Elle devient présidente du Tribunal arbitral à la Cour Commune de Justice et d’Arbitrage (CCJA) de l’Organisation pour l'Harmonisation en Afrique du Droit des Affaires (OHADA) en février 2008. Jacqueline est une ancienne membre du Conseil de l’International Development Law Organisation (IDLO). Depuis mars 2009, elle est membre de l'Académie Internationale de Droit Comparé-OHADA.
Elle est professeur invité dans de nombreuses universités:
- Professeur invité à l’université des Sciences Sociales de Toulouse mars 1994 à 2009.
- Présidente du jury de thèse: Paris I - Panthéon-Sorbonne mars 2005.
- Membre du jury de thèse à Nanterre, université Paris X Jan mars 2005.
- Professeur invité à l’Université des sciences sociales de Toulouse (France) 2002- 2003.
- Professeur invité à l’université Paris I Panthéon Sorbonne avril-mai 2000.
- Professeur invité à l’université Senghor d'Alexandrie – (Université Internationale de la langue française au service du développement africain à Alexandrie d’Égypte) mars 1999.
- Professeur invité à Paris-Val-de-Marne Paris XII, Faculté de Droit et Sciences politiques de Saint-Maur, mars 1990[8].

### Vie politique
En 1990, Jacqueline Oble est nommée ministre de la Justice dans le gouvernement d’Alassane Ouattara, sous la présidence du premier président ivoirien Félix Houphouët-Boigny. Elle sort du gouvernement 3 ans plus tard.
Elle participe à la création d'un nouveau parti politique, le Rassemblement des Républicains (RDR) en 1994, en compagnie d'Anaky Kobéna.
Elle se présente aux élections législatives de 1995, et est élue maire de la commune d'Abobo.
Elle se présente lors des élections présidentielles en Côte d'Ivoire de 2010, et devient la première femme candidate à l'élection présidentielle en Côte d'Ivoire. En décembre 2010, elle était la porte-parole de l'ancien président Laurent Gbagbo. Du 5 décembre 2010 au 11 avril 2011, elle est nommée ministre de l'éducation nationale dans le gouvernement Aké N'Gbo qui n'a pas été reconnu par la communauté internationale.
Jacqueline Oble a subi à partir du 11 janvier 2011, des sanctions de l'Union européenne (UE) en tant que membre du gouvernement Aké N'Gbo,. Ainsi, elle ne pouvait pas entrer dans l'UE et ses fonds ont été gelés.

### Vie privée
Elle est issue d'une famille de 11 onze enfants. Elle est veuve et mère de 4 enfants.

### Actualité
Jacqueline Oble est nommée lors du conseil des ministres du 26 juillet 2017 conseillère au Conseil constitutionnel.Elle a pris sa retraite dans l'enseignement.

## Distinctions honorifiques
- Commandeur dans l'Ordre national de la République de Côte d'Ivoire en 2014.
- Commandeur dans l'Ordre de l'Éducation nationale de la République de Côte d'Ivoire en 2008.
- Chevalier dans l'Ordre des Palmes académiques de la République française en 1988[7].